# Gratz (Pensilvania)
Gratz es un borough ubicado en el condado de Dauphin en el estado estadounidense de Pensilvania. En el año 2000 tenía una población de 676 habitantes y una densidad poblacional de 87 personas por km².

## Geografía
Gratz se encuentra ubicado en las coordenadas 40°36′35″N 76°43′04″O / 40.60972, -76.71778

## Demografía
Según la Oficina del Censo en 2000 los ingresos medios por hogar en la localidad eran de $32,917 y los ingresos medios por familia eran $46,063. Los hombres tenían unos ingresos medios de $31,429 frente a los $21,500 para las mujeres. La renta per cápita para la localidad era de $16,837. Alrededor del 14.3% de la población estaba por debajo del umbral de pobreza.